# Scottish Cup (rugby a 15)
La Scottish Cup è la Coppa di Scozia di rugby a 15.
Organizzata dalla Scottish Rugby Union, la Federazione rugbistica nazionale, è nota anche come BT Scottish Cup per via del contratto di sponsorizzazione che lega la competizione all'operatore di telecomunicazioni BT.
Istituita nel 1995, si disputa a eliminazione diretta e la finale si tiene allo stadio di Murrayfield a Edimburgo.
Le squadre che vantano il maggior numero di vittorie al 2015-16 sono il Boroughmuir e l'Heriot’s, vincitrici di 4 edizioni di torneo ciascuna.

## Storia
La competizione nacque nel 1995 insieme all'istituzione del professionismo nella disciplina.
Il primo sponsor della competizione fu la birreria Wellpark di Glasgow, titolare del marchio Tennent's che diede il nome al trofeo (Tennent's Cup), la cui prima edizione fu vinta dall'Hawick, formazione dei Borders, che in finale sconfisse gli Watsonians della capitale Edimburgo.
Fino al 1999 il regolamento prevedeva la possibilità di condividere la Coppa nel caso che la finale fosse terminata in parità nel punteggio e nel numero di mete e, a seguire, di trasformazioni, di calci piazzati e di drop, anche se tale fattispecie non si verificò mai.
A partire dalla finale dell'edizione 1999-2000, altresì, fu introdotta la regola della Golden try, affine al Golden goal nel calcio: per spareggiare un incontro terminato in parità dopo la fine dei tempi supplementari secondo le regole anzi descritte, fu previsto un extra tempo durante il quale la prima squadra che avesse marcato una meta avrebbe vinto l'incontro, anche se nessuna finale si è mai risolta con tale soluzione.
Nella relativamente breve storia della competizione (21 edizioni al 2016), Boroughmuir e Heriot’s, entrambe formazioni di Edimburgo, hanno vinto 4 edizioni di torneo ciascuna, anche se non si sono mai incontrate tra di loro in finale; la squadra giunta più volte all'ultimo atto è il Melrose, squadra dei Borders, finalista 8 volte ma vincitore di due sole edizioni della Scottish Cup; in particolare il Melrose e l'Ayr hanno un record di quattro finali consecutive: il Melrose tra il 2009 e il 2012, e in tale occasione fu anche una delle due protagoniste degli unici casi di incontro per il titolo riproposto per due stagioni a seguire: nel 2009 e 2010 contro l'Heriot’s (una sconfitta e una vittoria) e nel 2011 e 2012 contro Ayr (due sconfitte); le due partite dell'Ayr furono invece le prime due delle sue quattro finali, le altre due essendo una sconfitta contro il Gala nel 2013 e di nuovo una vittoria contro il Melrose nel 2014.
Più in generale quella tra Ayr e Melrose è la finale più riproposta, in quanto si è disputata tre volte sempre a favore dell'Ayr.

### Formato
Il formato della competizione è a eliminazione diretta: di conseguenza, in dipendenza del numero di squadre iscritte, si disputano turni preliminari per ridurre detto numero a un multiplo di 2 (generalmente 32) e procedere quindi alle eliminatorie vere e proprie.
La finale si disputa storicamente allo stadio di Murrayfield a Edimburgo, anche se nel 2014 il titolo fu assegnato al Broadwood Stadium di Cumbernauld, New Town satellite di Glasgow.

### Elenco delle sponsorizzazioni
- 1995-1998: Tennent's
- 1999-2003: British Telecom Cellnet
- 2003-2006: British Telecom
- 2007-2010: Scottish Hydro[4].
- 2011-2015: Royal Bank of Scotland
- 2015-: BT[5]

## Albo d'oro
| Edizione  | Vincitore         |
| --------- | ----------------- |
| 1995-96   | Hawick (1)        |
| 1996-97   | Melrose (1)       |
| 1997-98   | Glasgow Hawks (1) |
| 1998-99   | Gala (1)          |
| 1999-2000 | Boroughmuir (1)   |
| 2000-01   | Boroughmuir (2)   |
| 2001-02   | Hawick (2)        |
| 2002-03   | Heriot’s (1)      |
| 2003-04   | Glasgow Hawks (2) |
| 2004-05   | Boroughmuir (3)   |
| 2005-06   | Watsonians (1)    |
| 2006-07   | Glasgow Hawks (3) |
| 2007-08   | Melrose (3)       |
| 2008-09   | Heriot’s (2)      |
| 2009-10   | Ayr (1)           |
| 2010-11   | Ayr (2)           |
| 2011-12   | Gala (2)          |
| 2012-13   | Ayr (3)           |
| 2013-14   | Heriot’s (3)      |
| 2014-15   | Boroughmuir (4)   |
| 2015-16   | Heriot’s (4)      |
| 2016-17   | Melrose (3)       |
| 2017-18   | Melrose (4)       |
| 2018-19   | Ayr (4)           |
| 2019-20   | non disputata     |
| 2020-21   | non disputata     |
| 2021-22   | non disputata     |
| 2022-23   | Hawick (3)        |
| 2023-24   | Hawick (4)        |

### Finali della Scottish Cup
| Stagione  | Data           | Incontro                         | Risultato | Sede                           | Spettatori |
| --------- | -------------- | -------------------------------- | --------- | ------------------------------ | ---------- |
| 1995-96   | 12 maggio 1996 | Hawick - Watsonians              | 17-15     | Edimburgo, Murrayfield         | 22 000     |
| 1996-97   | 10 maggio 1997 | Melrose - Boroughmuir            | 31-23     | Edimburgo, Murrayfield         | 23 000     |
| 1997-98   | 8 maggio 1998  | Glasgow Hawks - Kelso            | 36-14     | Edimburgo, Murrayfield         |            |
| 1998-99   | 24 aprile 1999 | Gala - Kelso                     | 8-3       | Edimburgo, Murrayfield         |            |
| 1999-2000 | 22 aprile 2000 | Boroughmuir - Glasgow Hawks      | 35-10     | Edimburgo, Murrayfield         |            |
| 2000-01   | 28 aprile 2001 | Boroughmuir - Melrose            | 39-15     | Edimburgo, Murrayfield         |            |
| 2001-02   | 27 aprile 2002 | Hawick - Glasgow Hawks           | 20-17     | Edimburgo, Murrayfield         |            |
| 2002-03   | 26 aprile 2003 | Heriot’s - Watsonians            | 25-13     | Edimburgo, Murrayfield         |            |
| 2003-04   | 2 maggio 2004  | Glasgow Hawks - Dundee           | 29-17     | Edimburgo, Murrayfield         |            |
| 2004-05   | 1º maggio 2005 | Boroughmuir - Dundee             | 39-25     | Edimburgo, Murrayfield         | 6 200      |
| 2005-06   | 29 aprile 2006 | Watsonians - Currie              | 31-15     | Edimburgo, Murrayfield         |            |
| 2006-07   | 5 maggio 2007  | Glasgow Hawks - Edinburgh Accies | 24-13     | Edimburgo, Murrayfield         |            |
| 2007-08   | 3 maggio 2008  | Melrose - Heriot’s               | 31-24     | Edimburgo, Murrayfield         | 6 000      |
| 2008-09   | 10 maggio 2009 | Heriot’s - Melrose               | 21-19     | Edimburgo, Murrayfield         |            |
| 2009-10   | 24 aprile 2010 | Ayr - Melrose                    | 36-23     | Edimburgo, Murrayfield         |            |
| 2010-11   | 16 aprile 2011 | Ayr - Melrose                    | 25-21     | Edimburgo, Murrayfield         |            |
| 2011-12   | 23 aprile 2012 | Gala - Ayr                       | 24-10     | Edimburgo, Murrayfield         |            |
| 2012-13   | 25 aprile 2013 | Ayr - Melrose                    | 28-25     | Edimburgo, Murrayfield         |            |
| 2013-14   | 19 aprile 2014 | Heriot’s - Glasgow Hawks         | 31-10     | Cumbernauld, Broadwood Stadium |            |
| 2014-15   | 19 aprile 2015 | Boroughmuir - Hawick             | 55-17     | Edimburgo, Murrayfield         | 10 074     |
| 2015-16   | 16 aprile 2016 | Heriot’s - Melrose               | 21-13     | Edimburgo, Murrayfield         |            |
| 2016-17   | 22 aprile 2017 | Melrose - Ayr                    | 23-18     | Edimburgo, Murrayfield         | 6 438      |
| 2017-18   | 28 aprile 2018 | Melrose - Stirling County        | 45-12     | Edimburgo, Murrayfield         |            |